# Buty (zespół muzyczny)
Buty – czeska rockowa grupa muzyczna. Założona w Ostrawie, w roku 1986 z grup U238 i B komplex. Do życia grupę powołali Richard Kroczek i Radek Pastrňák. Do nich wkrótce dołączyli Vít Kučaj, Ivan Myslikovjan i Luděk Piásečný.
W muzyce grupy Buty miesza się bogactwo różnych stylów muzycznych (m.in. rock, folk, folklor, country, jazz, reggae) z pomysłowymi a dowcipnymi tekstami. Każdy ich nowy album różni się od poprzedniego. Od kameralnego Pískej si pískej, do klimatycznego Ppoommaalluu (część utworów wykorzystał Jan Svěrák w filmie Jazda), od przepełnionego pozytywnością Dřevo (w tych dwóch albumach krytyka doszukuje się szczytu artystycznego grupy), do umiarkowanie popowego Rastakayakwanna. Na ostatni album, Duperele, grupa kazała czekać sześć lat.

## Skład zespołu
- Radek Pastrňák – gitara, śpiew
- Richard Kroczek – perkusja
- Petr Vavřík – gitara basowa
- Milan Nytra – instrumenty klawiszowe
- Milan Straka – instrumenty dęte

## Dyskografia

### Albumy studyjne
- 1992 – Pískej si, pískej
- 1994 – Ppoommaalluu
- 1995 – Dřevo
- 1997 – Rastakayakwanna
- 1999 – Kapradí
- 2001 – Normale
- 2006 – Votom
- 2012 – Duperele

### Składanki
- 2003 – buTYKVAriát

### Nagrania koncertowe
- 2000 – Kosmostour

### Single
- 1996 – Malinkého ptáčka
- 1999 – Tata

## Ciekawostki
Nazwa grupy została zaczerpnięta z gwar laskich (w standardowym czeskim buty to boty). To samo się tyczy nazwy ostatniego albumu, którego tytuł pochodzi z gwary ostrawskiej.
Za piosenki do filmu Jana Svěráka Jazda grupa otrzymała Czeskiego Lwa za najlepszą muzykę.
Piosenka Letí vrána, nawiązanie do Marcina Wrony, była puszczana na zakończenie audycji JW-23.